# John Klein
John McLaughlin Klein (soms ook: John MacLaughlin Klein) (Rahns, 21 februari 1915 – Collegeville, 30 april 1981) was een Amerikaanse componist, dirigent, organist, pianist, beiaardier, schrijver en muziekinstrumentenbouwer.

## Levensloop
Klein studeerde aan de Philadelphia Musical Academy in Philadelphia. Verder studeerde hij aan de Hoge school voor muziek in Berlijn bij Paul Hindemith en aan het Mozarteum in Salzburg, aan het Ursinus College in Collegeville (Pennsylvania), maar ook privé bij Nadia Boulanger, Igor Stravinsky en Marcel Dupré in Parijs.
In 1933 begon hij zijn muzikale loopbaan als organist en was van 1937 tot 1942 organist aan de Broadstreet Presbyterian Church in Columbus. Al in het begin van de jaren 30 van de twintigste eeuw, maar vooral vanaf 1940 begon hij te componeren voor plaatopnames, films, radio (American Notebook, Sound Off!) en televisie.
Sinds 1942 woonde hij in Hollywood, waar hij onderzoek deed naar de constructie en verbetering van beiaarden. Daarover heeft hij later ook een boek geschreven The Art of Playing the Modern Carillon.
Als beiaardier heeft hij vele plaatopnames verzorgd, waarbij hij meestal de 538 klokken tellende beiaard van het Schulmerich "Carillon Americana" in Sellersville (Pennsylvania) bespeelde. Klein was muziekdirecteur van Schulmerich Carillons, Incorporated. Hij trad ook op tijdens de Expo 58 in Brussel, gedurende de Salzburger Festspiele en tijdens het International Carillon Festival in het Ierse Cobh. Ook tijdens de Wereldtentoonstelling van 1964 in New York trad hij op aan de beiaard in het paviljoen van Coca-Cola.
Als docent en tweede directeur was hij verbonden aan de Columbus Boychoir School in Ohio.
Als componist schreef hij werken voor orkest, harmonieorkest, vocale muziek, orgel- en piano. Hij was lid van de American Society of Composers, Authors and Publishers (ASCAP), de Composers Guild of America en de American Guild of Organists.

## Composities

### Werken voor orkest
- 1978: - Horace the Bear, voor spreker en orkest
- - Concert, voor viool en orkest
- - L'Eventail - Fan flirtation), wals voor orkest, op. 24

### Werken voor harmonieorkest
- 1957: - Cranberry Corners U.S.A., voor harmonieorkest
- 1958: - Yellowstone Suite, voor harmonieorkest
  1. Yellowstone
  2. Paint pots
  3. Old Faithful
- 1967: - Festival Dance, voor harmonieorkest
- - Marvelous Marvin
- - Night Piece, voor piano en harmonieorkest

### Vocale muziek

#### Werken voor koor
- 1945: - Four Whitman Sketches, voor gemengd koor a capella - tekst: Walt Whitman
- 1945: - Two Swing Madrigals, voor gemengd koor (SAATTBB) en piano met maraca's (of claves) ad libitum
  1. Odd shoe
  2. Orange juice
- 1946: - Sentences from Whitman, voor achtstemmig vrouwen- of kinderkoor, 4 hoorns, slagwerk, harp, piano en strijkers - tekst: Walt Whitman "By the Roadside"
- 1949: - Look down, fair moon, voor gemengd koor en piano - tekst: Walt Whitman
- 1950: - An Army Corps on the March, voor gemengd koor en piano - tekst: Walt Whitman
- 1954: - Cranberry Corners U.S.A., voor vierstemmig gemengd koor (of mannenkoor (TTBB); of driestemmig vrouwenkoor (SSA)) en piano - tekst: Hal Ainslie Richardson
- 1958: - Takes two, voor gemengd koor - tekst: Hal Ainslie Richardson
- 1959: - I'm standing tall, voor gemengd koor - tekst: Hal Ainslie Richardson
- 1960: - Oh, yes! I do believe!, voor gemengd koor - tekst: Hal Ainslie Richardson
- 1962: - The Swan speaks to the Maiden, Sibirisch volkslied voor vierstemmig vrouwenkoor (SSAA) en piano - tekst: Wladimir Lakond

#### Liederen
- 1945: - Illusion, voor middenstem en piano - tekst: Jeanne Hislop
- 1945: - Night Mist, voor middenstem en piano - tekst: Jeanne Hislop
- 1945: - Song is so old, voor middenstem en piano - tekst: Herman Hagedorn
- 1947: - Sonnet to the Sea, voor middenstem en piano - tekst: Jeanne Hislop
- 1947: - To Evening, voor middenstem en piano - tekst: Jeanne Hislop
- 1948: - Ah, tra la la, Your Kiss, voor zangstem en piano - tekst: Pearl Warnow, pseudoniem van Pearl Stevens
- 1948: - There was a little Girl, voor zangstem en piano - tekst: Pearl Warnow
- 1949: - The Ledo road, voor bariton en piano - tekst: Smith Dawless
- 1951: - Ten more days till school is out, voor zangstem en piano
- 1954: - Can this be the End of a Dream?, voor zangstem en piano - tekst: Hal Ainslie Richardson
- 1954: - Goldfish Song, voor zangstem en piano - tekst: Hal Ainslie Richardson
- 1954: - I want me a faffety dress, voor zangstem en piano - tekst: Hal Ainslie Richardson
- 1959: - Let's read the Good Book, voor zangstem en piano - tekst: Hal Ainslie Richardson
- - 4 Songs, voor middenstem en piano
- - Don't say you love me, voor zangstem en piano
- - Time to go to bed, voor zangstem en piano

### Kamermuziek
- 1950: - Sonate, voor 2 trompetten en 2 trombones
- 1954: - Lament, voor kornet (of trompet) en piano
- 1959: - English March for an American trumpet, voor trompet en piano
- 1960: - A French Waltz, voor hoorn en piano

### Werken voor orgel
- 1945: - Chant Pastorale
- 1962: - Classics for the Worship Service
- 1962: - Sanctuary Windows
- 1962: - Spring Song on Easter Morning

### Werken voor piano
- 1932: - Why were you mean to me
- 1943: - Three Dances, voor 2 piano's
- 1949: - Gotham Suite
- 1953: - Sweet, lazy Annie

## Publicaties
- - The First Four Centuries of Music For The Organ : From Dunstable[7] to Bach (1370-1749), 2 vols., New York: Associated Music Publishers, 1948. 477 p.,
- - The Art of Playing the Modern Carillon, Glen Rock (New Jersey): J. Fischer & Brothers, 1961. 79 p.